# 只想告訴你
《只想告訴你》是椎名輕穗的日本少女漫畫作品、及改編電視動畫與真人電影。簡稱。自2005年9月號開始在集英社雜誌別冊瑪格麗特上連載。然後作者自2009年3月號因生產而休息，於2009年10月號繼續連載，2017年12月號完結，單行本全30冊。並曾經入圍寶島社「這本漫畫真厲害！」2008年女生篇第1名、第32回講談社漫畫獎少女部門。
改編媒介方面，日本於2009年10月至3月播出電視動畫，並於10月15日發行遊戲。2010年9月25日真人電影版正式公開上映後，緊接在2011年1月至3月播出第2季電視動畫。
本篇之後的番外篇《只想告訴你 番外篇～命運之人～》，於別冊瑪格麗特2018年5月号上不定期連載。單行本全3冊。

## 故事簡介
因為外表陰暗而被人疏遠，有著外號“貞子”的黑沼爽子。習慣周圍迴避自己的爽子對接受自己的風早翔太滿懷憧憬。在風早翔太、矢野彩音、吉田千鶴、真田龍這些同班同學的關懷下，爽子漸漸地改變著自己。
這是一部細膩地描寫爽子認識友情和愛情、對手和朋友失戀等各種“初次”的過程的校園青春故事……。

## 登場人物

### 主要登場人物
黑沼爽子（聲：能登麻美子／演：多部未華子）
作品開始年齡為15歲，星座為摩羯座。生日為12月31日23點45分（除夕）。O型。身高158cm。體重44kg。座右銘是「日行一善」。
特徵為超長黑髮、在夏天也顯得蒼白的皮膚。就讀北幌高中的1年D班（之後升為2年D班），座號是20號。
閒暇時喜歡學習、打掃。擅長做飯、烤餅乾、做蛋糕、園藝以及手工藝。她在小時候的夢想是「當七星瓢蟲」。
興趣是假日起床時餵小鳥吃東西，之後起床慢跑，途中順便撿地上的垃圾。
喜歡的東西是遠足的照片以及風早送的禮物。平常喜歡照顧學校花壇的花朵（在花壇一角種著藥草，原意是幫助不舒服的同學，但卻被認為是魔女的詛咒）。
在動物中最喜歡狗，卻不被動物喜歡。似乎喜歡看恐怖片。
在小學的時候，被朋友搞錯稱呼為「貞子(さだこ)」，後來貞子就成為她的綽號。之後因為貞子這個名字給周圍產生與其接觸會被詛咒的印象而在學校沒有朋友。
但其實與靈感少女以及令人恐懼的超陰氣容貌正好相反，性格很害羞卻又開朗，即使是一點點小事也會非常感動、流淚。
只要別人和她說話、與她距離近點就會非常的感動，是個純潔，心地非常善良的女孩。勤奮踏實，希望幫助身邊的每一個人，寧願自己受到傷害，也不希望別人不開心。不在乎任何的流言蜚語，常一個人默默地付出。
只要是她發自內心的微笑，給周圍的人的感覺就像普通人類女孩一樣，但只要刻意笑就會出現令人心生恐懼的表情。
由於平常喜歡做事，高一時擔任班內各項職務（自薦），高二時由遠藤推薦擔任生活委員。
在某天下雨天，把傘讓給了到學校途中遇到的棄狗而弄得全身濕，後來由風早收養棄狗，並暱稱馬魯。馬魯並不喜歡爽子，常看到爽子就吠，據爽子所說，動物們不知為何都不喜歡他。
由於成績優異（校排前三之內）經常把自己的筆記借給同學們看，之後在風早的帶動下開始一點點和班上的同學熟悉起來，並漸漸融入同學之中。
在與班上融為一片後，「貞子」的綽號被改為「座敷童子」，被認為看到爽子笑的話會有好運。事實上「座敷童子」這個名字是其表哥改的，她本人也最喜歡這個稱號。
曾為了千鶴和彩音的流言為她們辯護，成了好朋友。在被大家認為有靈氣後為了要回應大家的期待而努力學習講鬼故事，並約好要說給兩人聽。
唱歌似乎只會唱演歌，難得開金口唱歌時讓班上同學直冒冷汗。
在得知之前所放出對自己、千鶴以及彩音的負面流言都是胡桃傳出去的，也沒有把事實告訴風早，因為知道胡桃不希望被自己喜歡的人討厭，而且最後還是希望胡桃能和她成為朋友。
在與胡桃的接觸為契機，發現了自己對風早的戀愛之心。但對風早喜歡自己的這份感情卻非常遲鈍而遲遲未發現。
第二季時，因為健人的攪局和風早彼此誤會，後來勇敢說出自己心意，和風早交往。交往前本來做了本命巧克力要給風早，胡桃卻故意跟她說風早不收本命巧克力，害怕被拒絕的爽子只好把巧克力收著，但這卻讓風早有些許的悲傷。因為三蒲健人的攪局，害爽子以為風早有喜歡的女生。當風早跟健人說自己喜歡的人是黑沼時，因為偶然而造成諸多複雜的原因，害他們倆互相誤以為自己被對方甩了。之後爽子在學校祭典時想跟風早告白，風早先跟她表示「自己的心意絕不改變」，他指的是對爽子的感情，爽子卻認為是他對心上人的心意。爽子先是躲在教室門後向他道謝，後說出了那句最重要的「我喜歡你！」。跟風早交往後的第一次約會是去天文館，爽子把之前沒送出去的毛帽和巧克力交給了他。
原先不打算升學而是直接就業，之後被阿甁訓斥後重新思考自己真正想做的事，經過一番思考後想要成為老師，在彩音建議下開始補習，原先想留在本地大學，後決定與風早分隔兩地到札幌唸教育大學，發現胡桃與自己志向相同而互相鼓勵。最後和胡桃一起考上札幌師範大學，大學期間與胡桃冰釋前嫌成為摯友，和風早處於經常聯繫和假日見面的異地戀關係。
風早翔太（聲：浪川大輔／演：三浦春馬）
金牛座。生日5月15日。O型。175cm。60kg。座右銘是「真實一貫」。座號是6號。
爽子的同班同學。性格直率，笑容爽朗，行為舉止不常受他人想法左右。是班上的中心人物，深受班上男女同學的歡迎，有過很多被女生表白的經驗，有許多當初國中和他同校的女生為了接近他來讀這所高中，可見受歡迎的程度。
自己認為自己並不爽朗，反而很任性、自以為是又急性子，獨占慾強。面對爽子容易害羞，總在不經意間有出人意表的行為。
高中入學式當天，因迷路而被爽子指引，看見爽子的笑容而非常在意她。之後在聽到爽子可怕的傳言後也不受迷惑，相信自己的親眼所見，是不會因外表和周圍評價來評斷人的類型。
喜歡爽子，曾兩次向爽子暗示告白，但爽子卻都沒能理解他的心意。
與千鶴和龍是同一個國中。以前是棒球隊成員，父親是少年硬式棒球監督，有一個弟弟。收養了和爽子一起撿到的小狗並被阿瓶命名為佩德羅·馬魯其奈斯（Pedro Martínez）（取自大聯盟棒球選手之名）。
第二季時，以為自己是單戀，解開誤會後和爽子在一起，校慶慶功宴想跟爽子說「請和我交往吧！」，阿瓶卻在背後說：「請和我結婚吧！」。
兩人交往後非常珍惜爽子，之後對於升學問題與父親有過多次激烈爭吵，雖然後來決定升學，但在心裡默默發誓如果爽子選擇離開故鄉就去教育大學的話不會對她說任何挽留的話，大學與爽子分隔兩地，但時常通電話，假日也經常見面，已互相稱呼名字。漫畫版最終話以風早在上大學後的某天假日和爽子相約見面作結。
吉田千鶴（聲：三瓶由布子／演：蓮佛美沙子）
雙子座。生日6月1日。A型。167cm。53kg。座右銘是「吃八分飽」。
爽子的同班同學，有情有義的傻大姐類型，很容易感動到哭。擅長運動而不擅長讀書。偶爾會在龍家開的拉麵館打工。
有和男生單挑99次連勝的紀錄（輸給龍而未能達到100連勝）。
一開始因為傳聞害怕爽子，不過在了解後成為爽子的好朋友。
非常喜歡到龍家的拉麵館去吃拉麵，喜歡看的書是玻璃假面。害怕妖怪、鬼故事。
與龍是青梅竹馬，不過完全沒有發現龍對她的心意。打從心底喜歡龍的哥哥徹，雖然明白自己對對方來說是妹妹般的存在，但仍在徹向其介紹自己的未婚妻時大受打擊，在朋友們的安慰支持下慢慢恢復。對戀愛方面的事相當遲鈍。
和胡桃是初中同學，有單方面被其利用的經歷，曾說過非常不擅長與這種類型人交往。
畢業旅行時因為龍被別班女生告白而知曉龍喜歡自己，雖然拒絕龍卻心生動搖，之後兩人漸行漸遠，在聖誕派對和情人節時雖稍微好轉，但後來聽見龍說要去上大學感到徬徨，發覺自己不願龍離開身邊，卻說不出要龍別離開的理由感到痛苦，發覺自己的心意後與龍兩情相悅，對畢業後前往不同目的的摯友們及情人說過會一直在故鄉支持的著他們。
矢野彩音（聲：澤城美雪／演：夏菜）
雙魚座。生日3月3日（女兒節）。AB型。161cm。47kg。座右銘是「眉清目秀」。
爽子的同班同學。思想成熟，個性沉著冷靜，經常吐槽，有著非常強烈的虐待狂性格，發起威來人人怕，注視著爽子和風早的發展，因而時常讓風早去做些接近爽子的事情。
對美容時尚很敏感，平時常化妝，並在耳朵上穿了很多個耳洞。擅長的事是化妝和說鬼故事。
入學後，因為和千鶴坐得近，而關係變得很好。和千鶴一樣開始時很害怕爽子，在了解後和其成為好朋友。
戀愛經驗豐富。曾有個大學生男朋友，後來因為覺得他太纏人，因而主動分手，還因此被賞了巴掌。
有非常強的直覺和觀察力，注意到胡桃的策略且發覺風早其實喜歡爽子。
在畢業旅行時短暫和茂木交往，發現對方是因居心不良和她告白後分手，分手後一人暗自失落被健人撞見忍不住哭了出來，之後對於健人有點不好意思，與茂木分手後開始懷疑自己是否有認真談戀愛的資格而自暴自棄，曾和爽子訴苦，在健人不屈不撓的追求下被感動和她交往，本人有意願考取東京的大學，但卻因並非有把握而裹足不前，曾想從阿瓶鼓勵得到決心，卻被阿瓶識破，並說「你還只是個孩子」，在與阿瓶和母親談完後下定了決心，與阿瓶相處微妙，雖認為他並不是個值得尊敬的人卻又期待從他那得到鼓勵。
原本沒打算對健人說想去東京讀大學的事情，但內心的動搖卻被健人看出，在健人要求他不要離開時以開玩笑的方式拒絕，但卻傷害了健人，事後感到相當的難過與自責，與爽子等朋友們吐露完心事後，選擇面對自己真正的想法，最後與健人和平的分手，並下定決心報考東京的大學。
在大考前發現自己喜歡阿瓶，成功考取東京的大學後在爽子與千鶴的加油下向阿瓶告白，但被拒絕。
真田龍（聲：中村悠一／演：佐佐木大介）
射手座。生日12月2日。B型。179cm（繼續長高中）。75kg。座右銘是「默默地做」。
爽子的同班同學。風早的好朋友。表情起伏不大，多數時候只有千鶴可以讀懂龍的情緒，寡言少語且不善於記住別人的名字，優點是很有耐性（千鶴則認為是不會說謊、很誠實、很溫柔）。大部分時間都在睡覺、參加社團活動與自主練習。棒球部隊員，一年級就擔任第四棒。
有一個名為徹的哥哥住在札幌，經常在父親經營的拉麵館「徹龍軒」幫忙。母親在小時後就意外去世。
喜歡動物也很喜歡馬魯，還喜歡飯糰，害怕躲避球。
從小喜歡千鶴，即便知道千鶴喜歡的是自己的哥哥，也明白千鶴並不打自己當成戀愛對象甚至視為「姊弟」，雖然龍覺得是「兄妹」。在高二下時帶著「結束一切，現在才開始」的決心與千鶴告白，也讓千鶴重新意識到自己和龍的關係，在三年級時終於與千鶴在一起。
即使成績不好，但帶著「想到大學繼續打棒球」的信念毅然選擇升學。
荒井一市（聲：小野友樹／演：井浦新）
獅子座。生日7月25日。B型。193cm。88kg。座右銘是「唯我獨尊」。
爽子一年級時的副班主任，兼任體育教師、棒球部監督。二年級爽子等人的班導。通稱「阿瓶」（ピン）。
單身。以前從屬於風早父親擔當監督的球隊，從風早和龍小時候就認識他們。棒球實力似乎很好，但高中畢業後並沒有選擇參加職棒，而是選擇老師這一條路。
為風早的愛犬命名為佩德羅·馬魯其奈斯（Pedro Martínez）。
誤認為胡桃喜歡自己，所以跟胡桃說了自己不喜歡小鬼，叫胡桃放棄他。容易沉醉於自認為的受歡迎感覺中。有不聽取別人意見，隨意決定事情的傾向，但大多以失敗收場。有靈異體質。雖然其言行像是一個不稱職的教師，但實際上不時會提出非常有用的建言，對爽子一群人的成長影響很大。
誤認爽子是除靈師，常在身體有異狀時跑去問爽子原因，然後爽子誤打誤撞解決了其問題的原因。
雖然說的話乍聽之下像是隨口亂說，但其實都是他在用心觀察學生後給予的鼓勵與建議（爽子嚮往成為老師的原因之一是崇拜他），在一行人的未來志向上提供了很大的幫助，不希望爽子畫地自限，也希望彩音能好好想一想真正想要的是什麼，對於龍也是盡量幫助，是個誠實於自我的人。在彩音考取東京的大學後，拒絕後者的告白。
胡桃澤梅（聲：平野綾／演：桐谷美玲）
處女座。生日9月16日。AB型。座右銘是「準備周全」。
爽子的同年級生。相貌可愛，個性開朗的美少女，跟風早的情況有些類似，在男生中很受歡迎。與風早、千鶴和龍是國中同學。
討厭自己的名字，要求別人叫自己胡桃或小胡桃，通稱「胡桃」（くるみ）。
相當喜歡風早，國中時偷聽到平常要好的女生們私底下其實不喜歡她的流言，感到相當難過，在教室偷哭時，受風早鼓勵而喜歡上他，為了讓風早喜歡上自己可以不擇手段，曾經為了不讓風早有女朋友而設計讓女生間達成“風早是大家的協定”。高中時，發現風早與爽子關係異常密切，為了讓吸引風早的爽子被孤立而散播對爽子不利的謠言。
在散播謠言的計畫失敗後，主動對爽子示好，並說兩人是朋友。之後多次對爽子說場面話，表達自己與風早的關係要比爽子還好，希望爽子知難而退，但爽子過於單純聽不出來。也曾私底下做一些小動作想讓風早跟爽子兩人關係出現分裂，但均以失敗收場。
在一次與爽子的對話中，對爽子說自己喜歡的人是風早，要求爽子支持她的戀情，但遭到爽子拒絕。此後雖然在對其他人時表面上還是做足功夫，但在爽子面前會完全的顯現自己真正的個性。
和爽子的關係很微妙，胡桃表示兩人是「對手（情敵）」而非「朋友」，受到爽子影響而向風早表白但被拒絕，最後向爽子說有她當對手真好。後來在別班女生準備欺負爽子的時候幫其說話。
經常壓抑自己，裝作個性溫柔、令人呵護的樣子，其實心機很重，說話口氣不好，脾氣也不小。因為爽子的關係向風早告白失敗後，真正的個性逐漸在眾人面前顯現出來，嚇壞了全校的人和死黨（不知為何反而變得更受異性歡迎）。
知道爽子也跟自己報考一樣的學校後互相勉勵，課業遇到不會的問題會向爽子請教。
有一本筆記本，專記錄以「梅」稱呼自己的人，似乎是詛咒那些人並惡搞了死亡筆記。
對過去傷害爽子的行動感到愧疚，認為自己沒有資格成為爽子的摯友，後在一起學習的過程中哭著對她抱歉，兩人冰釋前嫌，大學時經常與爽子一同行動，似乎有點依賴性人格，對爽子的表哥赤星榮治感到棘手，卻又不自覺的受他吸引。
三浦健人（聲：宮野真守）
水瓶座。生日2月6日。A型。座右銘是「博愛精神」。
二年級時，爽子的同班同學。外號「KENT」（ケント）。爽子以「師傅」來稱呼他。在動畫第二季登場，為新任班長。
個性有點輕浮但很溫柔。很受女性歡迎，甚至有自己的女子粉絲團，自稱自己是博愛主義者，前女友無法體諒這點與他分手。初期對爽子有興趣，甚至掀起她的瀏海。
有點自我感覺良好，雖然幫爽子成功融入全班，但覺得風早不可能喜歡爽子而好心要爽子放棄，結果導致兩人的誤會和痛苦。
對爽子有些許好感，自以為要是他跟爽子交往，這樣便能幫到胡桃，沒想到胡桃不但不領情還打了他一巴掌。
後來逐漸喜歡上彩音，對她展開追求，之後彩音答應交往，相當珍惜彩音並希望能讓彩音喜歡上自己。
新學期開始不明白彩音為何有了保送資格卻仍拼命念書，在彩音坦白想去東京唸大學後，不知道該如何對待此事而煩惱，因而找風早聊天，風早給予建議「如果不想她去，就大聲說出來」。
起初打算和彩音一起上同一間大學，但得知彩音其實沒有喜歡上自己並拒絕自己希望她不要去東京的要求而感到相當難過，認為彩音根本不在乎自己，但和爽子及千鶴交談後得知彩音事後也是相當自責而感到欣慰，並決定要尊重彩音的升學志願。最後接受彩音的分手，對彩音說要記得自己曾經是真的喜歡上她。

### 次要登場人物
遠藤朋美（聲：宮川美保）
爽子的同班同學。經常和平野一起出現。
最開始對爽子感到恐懼，後在風早的牽引下和爽子關係變得很好。
平野依里子（聲：牧口真幸）
爽子的同班同學。經常和遠藤一起出現。
最開始對爽子感到恐懼，後在風早的牽引下和爽子關係變得很好。
高橋千草（聲：由利（内藤千晶））
爽子的同班同學。二年級分班時和爽子同班，新座位在爽子後面，喜歡偷偷對爽子搔癢，想逼她笑出來。
眼睛很小，個性有點古怪，有時會做一些怪異的打扮，但時常會提出非常有建設性的建議。
有快速整合情報的能力，可以在幾秒內一筆畫出爽子和翔太的關係圖。
荒井善行（聲：鈴木琢磨）
1年D班（爽子她們班）的班主任，後因為要繼承妻子娘家的造酒屋而離職。通稱「阿善（ぜん）」。害怕爽子。和有同樣姓氏的荒井一市沒有親戚關係，只是關係好的同儕。
城之內宗一（聲：山中真尋／演：金井勇太）
爽子同班同學。被龍等人稱為笨蛋。通稱「JO」（ジョー）。
曾向女生表白而被拒絕，被風早他們安慰。很喜歡風早，常常黏著他。誤以為彩音對自己有意。在爽子與風早告白的重要時刻突然出現。

### 主要登場人物的家人
真田徹（聲：羽多野涉）
大龍8歲的哥哥，24歲。淡褐色頭髮，高挑的帥哥。待人溫柔，為千鶴的初戀對象，用「小千（ちーい）」來稱呼她。現住在札幌，並與未婚妻片山遙結婚。後來和遙結婚時，龍和千鶴有去參加他們的婚禮。
片山遙（聲：半場友惠）
徹的未婚妻。深咖啡色捲發的女性。待人跟徹一樣溫柔。後來和徹結婚時，龍和千鶴有去參加他們的婚禮。
黑沼喜多夫（聲：松山鷹志）
爽子的爸爸。公務員，帶著眼鏡，身材瘦小。對於爽子逐漸成長為普通的女高中生的事，一方面感到高興，一方面又會感到寂寞而落淚。對於爽子是否跟男生交往之事非常敏感。
黑沼陽子（聲：稀代櫻子）
爽子的媽媽，家庭主婦。對於爽子逐漸成長為普通的女高中生的事，感到高興並加以支持。夫妻之間感情很好。
赤星榮治
爽子的表哥，以前曾給爽子取了「座敷童子」的綽號，因為爽子的關係因緣際會認識了胡桃，對她產生憐惜，強勢的闖入了胡桃澤梅的心中。同時是作者的另一部作品《crazy for you 為你瘋狂》的重要角色。
風早勝一郎
風早之父，少棒的指導教練，阿瓶、風早和龍都曾經受他的教導。相當有威嚴。喜歡動物。
風早之母
本名不詳，經營著風早家的家庭商店。散發出的爽朗氛圍和風早很像。
風早透太（聲：宫川美保）
和風早相差很多歲的弟弟。參加父親所指導的少棒隊。和純情的哥哥相比，可以說是非常早熟。喜歡巨乳。

### 其他
佩卓·馬魯尼茲／佩德羅·馬魯其奈斯（Pedro Martínez）
爽子和風早一起發現的棄犬，後來風早將牠帶回自己家扶養。阿瓶用大聯盟投手的名字為牠命名。暱稱為「馬魯」。
安藤啟介（聲：金光宣明）
風早的同學，外號「安迪」。與阿城、阿龍也相當要好。二年級的畢業旅行也與風早、阿城及阿龍同一組。
富澤結（聲：伊瀨茉莉也）
風早的同學，在第二季第10集中主動表示喜歡安藤，於二年級的畢業旅行前正式向安藤告白，之後兩人開始交往。

## 出版書籍

### 漫畫
- 只想告訴你

| 冊數 | 集英社         | 集英社                                                  | 東立出版社                  | 東立出版社                                            | 世界图书出版公司 | 世界图书出版公司       | 海豚出版社 | 海豚出版社             |
| 冊數 | 發售日期       | ISBN                                                    | 發售日期                    | ISBN                                                  | 發售日期         | ISBN                   | 發售日期   | ISBN                   |
| ---- | -------------- | ------------------------------------------------------- | --------------------------- | ----------------------------------------------------- | ---------------- | ---------------------- | ---------- | ---------------------- |
| 1    | 2006年5月25日  | ISBN 978-4-08-846061-1                                  | 2007年9月5日                | ISBN 978-986-10-0045-9                                | 2013年9月        | ISBN 978-7-5100-5967-4 | 2025年     | ISBN 978-7-5110-7323-5 |
| 2    | 2006年9月25日  | ISBN 978-4-08-846094-9                                  | 2007年9月20日               | ISBN 978-986-10-0092-3                                | 2013年9月        | ISBN 978-7-5100-5966-4 | 2025年     | ISBN 978-7-5110-7324-2 |
| 3    | 2007年1月25日  | ISBN 978-4-08-846134-2                                  | 2007年12月13日              | ISBN 978-986-10-0093-0                                | 2013年9月        | ISBN 978-7-5100-5965-0 | 2025年     | ISBN 978-7-5110-7325-9 |
| 4    | 2007年5月25日  | ISBN 978-4-08-846174-8                                  | 2007年12月24日              | ISBN 978-986-10-0094-7                                | 2013年9月        | ISBN 978-7-5100-5964-3 | 2025年     | ISBN 978-7-5110-7343-3 |
| 5    | 2007年11月22日 | ISBN 978-4-08-846237-0                                  | 2008年5月29日               | ISBN 978-986-10-1008-3                                | 2013年9月        | ISBN 978-7-5100-5963-6 | 2025年     | ISBN 978-7-5110-7344-0 |
| 6    | 2008年3月25日  | ISBN 978-4-08-846278-3                                  | 2008年8月15日               | ISBN 978-986-10-1576-7                                | 2013年11月       | ISBN 978-7-5100-6695-5 | 2025年     | ISBN 978-7-5110-7349-5 |
| 7    | 2008年7月25日  | ISBN 978-4-08-846313-1                                  | 2008年12月10日              | ISBN 978-986-10-2273-4                                | 2013年11月       | ISBN 978-7-5100-6696-2 | 2025年     | ISBN 978-7-5110-7350-1 |
| 8    | 2008年11月25日 | ISBN 978-4-08-846356-8                                  | 2009年3月30日               | ISBN 978-986-10-2844-6                                | 2013年11月       | ISBN 978-7-5100-6697-9 | 2025年     | ISBN 978-7-5110-7351-8 |
| 9    | 2009年9月11日  | ISBN 978-4-08-846440-4                                  | 2010年1月8日                | ISBN 978-986-10-4450-7                                | 2013年11月       | ISBN 978-7-5100-6698-6 | 2025年     | ISBN 978-7-5110-7352-5 |
| 10   | 2010年1月13日  | ISBN 978-4-08-846481-7                                  | 2010年4月29日               | ISBN 978-986-10-5174-1                                | 2013年11月       | ISBN 978-7-5100-6699-3 | 2025年     | ISBN 978-7-5110-7353-2 |
| 11   | 2010年6月11日  | ISBN 978-4-08-846539-5 ISBN 978-4-08-908119-8（限定版） | 2010年9月27日               | ISBN 978-986-10-5944-0                                | 2015年2月        | ISBN 978-7-5100-7602-2 | 2025年     |                        |
| 12   | 2010年9月24日  | ISBN 978-4-08-846568-5                                  | 2011年1月12日               | ISBN 978-986-10-6481-9                                | 2015年2月        | ISBN 978-7-5100-7601-5 | 2025年     |                        |
| 13   | 2011年3月11日  | ISBN 978-4-08-846635-4                                  | 2011年6月22日               | ISBN 978-986-10-7432-0                                | 2015年2月        | ISBN 978-7-5100-7600-8 | 2025年     |                        |
| 14   | 2011年9月13日  | ISBN 978-4-08-846695-8                                  | 2012年2月6日                | ISBN 978-986-10-8583-8                                | 2015年2月        | ISBN 978-7-5100-7599-5 | 2025年     |                        |
| 15   | 2012年1月25日  | ISBN 978-4-08-846738-2                                  | 2012年5月22日               | ISBN 978-986-10-9336-9                                | 2015年2月        | ISBN 978-7-5100-7598-8 | 2025年     |                        |
| 16   | 2012年5月11日  | ISBN 978-4-08-846772-6                                  | 2012年7月31日               | ISBN 978-986-317-074-7                                |                  |                        | 2025年     |                        |
| 17   | 2012年9月25日  | ISBN 978-4-08-846829-7                                  | 2013年1月18日               | ISBN 978-986-317-941-2                                |                  |                        | 2025年     |                        |
| 18   | 2013年1月25日  | ISBN 978-4-08-846881-5                                  | 2013年4月18日               | ISBN 978-986-324-884-2                                |                  |                        | 2025年     |                        |
| 19   | 2013年6月25日  | ISBN 978-4-08-845059-9                                  | 2013年10月7日               | ISBN 978-986-332-848-3                                |                  |                        | 2025年     |                        |
| 20   | 2013年10月25日 | ISBN 978-4-08-845114-5                                  | 2013年12月27日              | ISBN 978-986-337-674-3                                |                  |                        | 2025年     |                        |
| 21   | 2014年3月25日  | ISBN 978-4-08-845181-7                                  | 2014年6月18日               | ISBN 978-986-348-667-1                                |                  |                        | 2025年     |                        |
| 22   | 2014年9月12日  | ISBN 978-4-08-845261-6                                  | 2014年11月13日              | ISBN 978-986-365-886-3                                |                  |                        | 2025年     |                        |
| 23   | 2015年1月23日  | ISBN 978-4-08-845331-6                                  | 2015年4月29日               | ISBN 978-986-382-685-9                                |                  |                        | 2025年     |                        |
| 24   | 2015年7月24日  | ISBN 978-4-08-845418-4                                  | 2015年9月23日               | ISBN 978-986-431-857-5                                |                  |                        | 2025年     |                        |
| 25   | 2015年12月25日 | ISBN 978-4-08-845498-6                                  | 2016年3月14日               | ISBN 978-986-462-782-0                                |                  |                        | 2025年     |                        |
| 26   | 2016年5月25日  | ISBN 978-4-08-845576-1                                  | 2016年7月22日               | ISBN 978-986-470-409-5                                |                  |                        | 2025年     |                        |
| 27   | 2016年9月23日  | ISBN 978-4-08-845636-2                                  | 2016年12月9日               | ISBN 978-986-482-006-1                                |                  |                        | 2025年     |                        |
| 28   | 2017年2月24日  | ISBN 978-4-08-845718-5                                  | 2017年7月20日               | ISBN 978-986-482-819-7                                |                  |                        | 2025年     |                        |
| 29   | 2017年7月25日  | ISBN 978-4-08-845788-8                                  | 2018年6月19日               | ISBN 978-986-486-608-3                                |                  |                        | 2025年     |                        |
| 30   | 2018年3月23日  | ISBN 978-4-08-844007-1 ISBN 978-4-08-844019-4（特裝版） | 2019年2月19日 2019年2月26日 | EAN 471-0945-55752-6（特裝版） ISBN 978-957-26-0903-3 |                  |                        | 2025年     |                        |

- 只想告訴你 番外篇～命運之人～

| 冊數 | 集英社        | 集英社                 | 東立出版社    | 東立出版社             |
| 冊數 | 發售日期      | ISBN                   | 發售日期      | ISBN                   |
| ---- | ------------- | ---------------------- | ------------- | ---------------------- |
| 1    | 2019年9月25日 | ISBN 978-4-08-844248-8 | 2021年4月8日  | ISBN 978-957-26-5212-1 |
| 2    | 2021年7月21日 | ISBN 978-4-08-844506-9 | 2023年6月5日  | ISBN 978-957-26-5213-8 |
| 3    | 2022年7月25日 | ISBN 978-4-08-844668-4 | 2023年8月11日 | ISBN 978-957-26-9998-0 |

### 小說
- 原作：椎名輕穗、下川香苗 《只想告訴你》系列 集英社〈Cobalt文庫〉（全16卷）

| 冊數 | 副標題 | 集英社         | 集英社                 | 集英社 |
| 冊數 | 副標題 | 發售日期       | ISBN                   |        |
| ---- | ------ | -------------- | ---------------------- | ------ |
| 1    |        | 2007年8月1日   | ISBN 978-4-08-601059-7 |        |
| 2    |        | 2007年11月1日  | ISBN 978-4-08-601096-2 |        |
| 3    |        | 2008年4月25日  | ISBN 978-4-08-601165-5 |        |
| 4    |        | 2008年11月28日 | ISBN 978-4-08-601242-3 |        |
| 5    |        | 2009年10月2日  | ISBN 978-4-08-601342-0 |        |
| 6    |        | 2010年1月29日  | ISBN 978-4-08-601381-9 |        |
| 7    |        | 2010年7月1日   | ISBN 978-4-08-601424-3 |        |
| 8    |        | 2010年10月30日 | ISBN 978-4-08-601461-8 |        |
| 9    |        | 2011年4月10日  | ISBN 978-4-08-601519-6 |        |
| 10   |        | 2011年10月10日 | ISBN 978-4-08-601461-8 |        |
| 11   |        | 2012年3月1日   | ISBN 978-4-08-601619-3 |        |
| 12   |        | 2012年6月30日  | ISBN 978-4-08-601654-4 |        |
| 13   |        | 2013年6月29日  | ISBN 978-4-08-601741-1 |        |
| 14   |        | 2014年4月1日   | ISBN 978-4-08-601801-2 |        |
| 15   |        | 2015年1月30日  | ISBN 978-4-08-601849-4 |        |
| 16   |        | 2015年12月25日 | ISBN 978-4-08-601887-6 |        |

- 原作：椎名輕穗、下川香苗《只想告訴你〜明天來臨後〜》（君に届け〜明日になれば〜）原創劇情小說 集英社（全1卷）

| 冊數 | 集英社        | 集英社                 | 東立出版社    | 東立出版社             |
| 冊數 | 發售日期      | ISBN                   | 發售日期      | ISBN                   |
| ---- | ------------- | ---------------------- | ------------- | ---------------------- |
| 全   | 2009年9月11日 | ISBN 978-4-08-780538-3 | 2013年1月31日 | ISBN 978-986-324-731-9 |

- 原作：椎名輕穗、白井加奈子《只想告訴你》系列〈集英社未來文庫〉（全13卷）

| 冊數 | 副標題 | 集英社        | 集英社                 |
| 冊數 | 副標題 | 發售日期      | ISBN                   |
| ---- | ------ | ------------- | ---------------------- |
| 1    |        | 2011年3月1日  | ISBN 978-4-08-321003-7 |
| 2    |        | 2011年4月5日  | ISBN 978-4-08-321012-9 |
| 3    |        | 2011年7月5日  | ISBN 978-4-08-321028-0 |
| 4    |        | 2011年10月5日 | ISBN 978-4-08-321046-4 |
| 5    |        | 2012年2月3日  | ISBN 978-4-08-321069-3 |
| 6    |        | 2012年5月2日  | ISBN 978-4-08-321089-1 |
| 7    |        | 2012年10月5日 | ISBN 978-4-08-321115-7 |
| 8    |        | 2013年1月4日  | ISBN 978-4-08-321133-1 |
| 9    |        | 2013年5月2日  | ISBN 978-4-08-321151-5 |
| 10   |        | 2013年9月5日  | ISBN 978-4-08-321170-6 |
| 11   |        | 2014年5月2日  | ISBN 978-4-08-321210-9 |
| 12   |        | 2014年10月3日 | ISBN 978-4-08-321234-5 |
| 13   |        | 2015年6月5日  | ISBN 978-4-08-321264-2 |

### 相關書籍
導讀手冊
- 《只想告訴你 漫迷手冊》（君に届け FANBOOK）

| 冊數 | 集英社        | 集英社                 | 東立出版社     | 東立出版社             |
| 冊數 | 發售日期      | ISBN                   | 發售日期       | ISBN                   |
| ---- | ------------- | ---------------------- | -------------- | ---------------------- |
| 全   | 2010年6月11日 | ISBN 978-4-08-846540-1 | 2013年12月25日 | ISBN 978-986-332-285-6 |

雜誌書
- 映画『君に届け』OFFICIAL BOOK、著･映画『君に届け』製作委員會、Seventeen編輯部（2010年9月1日發售、《Seventeen》2010年10月號增刊）
- 『君に届け』映画化Special（2010年9月27日發售、SHUEISHA Girls Remix、ISBN 978-4-081-13072-6）
- アニメ『君に届け』GUIDEBOOK（2010年12月24日發售、Margaret Rainbow Comics、集英社Creative、ISBN 978-4-420-11246-8）
- 東日本大震災チャリティー漫画本 PARTY! SORA[註 5][6]（2011年8月5日發售[7]、Media pal、ISBN 978-4-89610-202-4）
  - 君に届け Ryu-side[8]

插畫集
- 君に届け イラストレーションズ high school days（2018年3月23日發售[9]、集英社、ISBN 978-4-08-792027-7）

## 電視動畫
第一季由2009年10月6日至2010年3月30日，在日本電視台聯播網播放，全25話。2010年10月起重播，每次播放兩集。2013年7月起再度重播。
第二季（只想告訴你 2ND SEASON）亦緊隨其後於2011年1月4日首播。
2023年9月3日，宣布第三季動畫製作決定，2024年8月1日於Netflix獨家播映。於2024年8月1日在Netflix獨家配信，全6話，包括5話正片，以及回顧前兩季劇情的第0集。

### 製作人員
- 原作：椎名輕穗（「只想告訴你」／集英社《別冊瑪格麗特》連載）
- 導演：鏑木宏
- 副導演：長沼範裕
- 劇本統籌：金春智子
- 人物設計、總作畫監督：柴田由香（日语：柴田由香）
- 小物設定：長谷川仁美（第2季）、佐藤仁實
- 色彩指定：佐藤真由美（第2季）、廣瀨泉
- 美術監督：竹田悠介、岡本春美（第2季）
- 攝影監督：田中宏侍
- 剪輯：今井大介
- 音響監督：山田知明（日语：山田知明）
- 音樂：S.E.N.S. Project
- 音樂製作人：千石一成（第1季）、植木裕司（第1季）→山田慎也、渡邊博、森川愛（第2季）
- 製作人：中谷敏夫（日语：中谷敏夫）、興野裕之、田村學、和田丈嗣
- 動畫製作人：中武哲也
- 動畫制作：Production I.G
- 製作：「只想告訴你」製作委員會（第1季）、「只想告訴你 2ND SEASON」製作委員會（第2季）（日本電視台、D.N. Dream Partners（日语：D.N.ドリームパートナーズ）、VAP、集英社、Production I.G）

### 主題曲
第1季
片頭曲「（中文：只想告訴你）」
主唱：（VAP）
片尾曲「（中文：單戀）」
主唱：Chara（UNIVERSAL SIGMA）
第2季
片頭曲「（中文：爽風）」
主唱：（VAP）
片尾曲「（中文：只想告訴你）」
主唱：MAY'S（Venus-B/KING RECORDS）
第3季
片頭曲

主唱、作詞、作曲：imase，編曲：小名川高弘
片尾曲
（第1話）／（第2話）／「Everything Is but a Passing Point」（第3話）／「Second Dance」（第4話）／（第5話）
皆由伊藤ゴロー作曲
插曲
「Quiet and Clouds」（第1話）／「Innocent Sea」（第2話）
皆由伊藤五郎作曲

### 各話列表
| 話數       | 日文標題             | 中文标题翻譯         | 編劇                       | 分鏡                                                            | 導演                                                              | 作畫監督                                                                           |       |
| 第1季      | 第1季                | 第1季                | 第1季                      | 第1季                                                           | 第1季                                                             | 第1季                                                                              | 第1季 |
| ---------- | -------------------- | -------------------- | -------------------------- | --------------------------------------------------------------- | ----------------------------------------------------------------- | ---------------------------------------------------------------------------------- | ----- |
| episode.1  |                      | 序曲                 | 金春智子                   | 鏑木宏                                                          | 鏑木宏                                                            | 柴田由香                                                                           |       |
| episode.2  |                      | 换座位               | 池田真美子                 | 長沼範裕                                                        | 長沼範裕                                                          | 佐藤仁實                                                                           |       |
| episode.3  |                      | 放學後               | 金春智子                   | 雲井一夢                                                        | 五月女浩一朗                                                      | 吉田子                                                                             |       |
| episode.4  |                      | 謠言                 | 金春智子                   | 鏑木宏                                                          | 矢野雄一郎                                                        | 末永宏一                                                                           |       |
| episode.5  |                      | 決心                 | 金春智子                   | 中村章子                                                        | 中村章子                                                          | 西位輝實                                                                           |       |
| episode.6  |                      | 朋友                 | 金春智子                   | 古橋一浩                                                        | 出合小都美                                                        | 井川麗奈                                                                           |       |
| episode.7  |                      | 星期六的夜晚         | 池田真美子                 | 佐藤雄助                                                        | 高柳佳幸                                                          | 長谷川一美                                                                         |       |
| episode.8  |                      | 自主練習             | 金春智子                   | 矢萩利幸                                                        | 江崎慎平                                                          | 矢萩利幸                                                                           |       |
| episode.9  |                      | 新朋友               | 金春智子                   | 五月女浩一朗                                                    | 五月女浩一朗                                                      | 吉田咲子、森田史 長谷川仁美、黑柳利允（原畫）                                        |       |
| episode.10 |                      | 幫忙                 | 池田真美子                 | 矢野雄一郎                                                      | 矢野雄一郎                                                        | 末永宏一                                                                           |       |
| episode.11 |                      | 特別？               | 金春智子                   | 田頭忍                                                          | 萩原弘光                                                          | 萩原弘光 石川真理子（原畫）                                                        |       |
| episode.12 |                      | 戀愛情愫             | 金春智子                   | 鹽谷直義                                                        | 初見浩一                                                          | 佐藤仁實                                                                           |       |
| episode.13 |                      | 戀愛                 | 金春智子                   | 矢萩利幸                                                        | 堀剛史                                                            | 堀剛史                                                                             |       |
| episode.14 |                      | 胡桃                 | 金春智子                   | 鏑木宏                                                          | 濁川敦                                                            | 井川麗奈                                                                           |       |
| episode.15 |                      | 情敵                 | 金春智子                   | 中村章子                                                        | 中村章子                                                          | 西位輝實                                                                           |       |
| episode.16 |                      | 夜談（總集篇）       | 金春智子 池田真美子 鏑木宏 | 鏑木宏                                                          | 鏑木宏                                                            | 千葉崇明                                                                           |       |
| episode.17 |                      | 假日                 | 池田真美子                 | 矢野雄一郎                                                      | 矢野雄一郎                                                        | 末永宏一                                                                           |       |
| episode.18 |                      | 千鶴的戀愛           | 金春智子                   | 佐藤雄助                                                        | 江崎慎平                                                          | 矢萩利幸                                                                           |       |
| episode.19 |                      | 夢                   | 金春智子                   | 小松田大全                                                      | 高柳佳幸                                                          | 黑柳利允                                                                           |       |
| episode.20 |                      | 禮物                 | 金春智子                   | 長沼範裕                                                        | 長沼範裕                                                          | 淺野恭司                                                                           |       |
| episode.21 |                      | 初雪                 | 金春智子                   | 出合小都美                                                      | 出合小都美                                                        | 井川麗奈                                                                           |       |
| episode.22 |                      | 聖誕節               | 金春智子                   | 長濱博史                                                        | 長濱博史                                                          | 佐藤仁實 長谷川一美                                                                |       |
| episode.23 |                      | 二人                 | 金春智子                   | 矢野雄一郎                                                      | 矢野雄一郎                                                        | 末永宏一                                                                           |       |
| episode.24 |                      | 生日                 | 金春智子                   | 中村章子                                                        | 江崎慎平 長沼範裕                                                 | 矢萩利幸 淺野恭司                                                                  |       |
| episode.25 |                      | 新年                 | 金春智子                   | 鏑木宏                                                          | 鏑木宏                                                            | 柴田由香                                                                           |       |
| 第2季      |                      |                      |                            |                                                                 |                                                                   |                                                                                    |       |
| episode.0  |                      | 單戀 （第1季總集篇） | 金春智子 鏑木宏 長沼範裕   | 長沼範裕                                                        | 長沼範裕                                                          | 淺野恭司                                                                           |       |
| episode.1  |                      | 情人節               | 金春智子                   | 鏑木宏                                                          | 鏑木宏                                                            | 柴田由香                                                                           |       |
| episode.2  |                      | 2年級                | 鏑木宏                     | 江崎慎平                                                        | 山本秀世                                                          | 長谷川仁美                                                                         |       |
| episode.3  |                      | 忘記吧               | 金春智子                   | 出合小都美                                                      | 內山真奈                                                          | 薄谷榮之                                                                           |       |
| episode.4  |                      | 不明白               | 金春智子                   | 長崎健司                                                        | 宇井良和                                                          | 井川麗奈                                                                           |       |
| episode.5  |                      | 喜歡的人             | 金春智子                   | 長沼範裕                                                        | 長沼範裕                                                          | 淺野恭司                                                                           |       |
| episode.6  |                      | 好意與困擾           | 金春智子                   | 藤森一真                                                        | 米林拓                                                            | 萩原宏光                                                                           |       |
| episode.7  |                      | 放棄吧               | 金春智子                   | 坂本沙織                                                        | 今井一曉                                                          | 薄谷榮之                                                                           |       |
| episode.8  |                      | 傳達                 | 金春智子                   | 古橋一浩                                                        | 江崎慎平                                                          | 京極義昭 石井智 森田史                                                             |       |
| episode.9  |                      | 告白                 | 金春智子                   | 出合小都美                                                      | 出合小都美                                                        | 井川麗奈                                                                           |       |
| episode.10 |                      | 從這裡開始           | 金春智子                   | 松本正二                                                        | 矢萩利幸                                                          | 長谷川仁美                                                                         |       |
| episode.11 |                      | 祭典之後             | 金春智子                   | 金春智子                                                        | 松本正二                                                          | 矢萩利幸                                                                           |       |
| episode.12 |                      | 重要的人             | 金春智子                   | 鏑木宏                                                          | 鏑木宏                                                            | 柴田由香                                                                           |       |
| 第3季      |                      |                      |                            |                                                                 |                                                                   |                                                                                    |       |
| EPISODE.1  |                      | 不可能討厭你         | 金春智子                   | 松澤建一                                                        | (A) 松澤建一                                                      | (A) 長屋侑利子、日向正樹、藤卷廉 山本径子、入江健司、石井明治                      |       |
| EPISODE.1  | (B) 阿部将光         | 不可能討厭你         | 金春智子                   | 松澤建一                                                        | (B) 大導寺美穗、入江健司、菊地洋子 蘇武裕子、永島明子、山本真理子 |                                                                                    |       |
| EPISODE.2  |                      | 修學旅行             | 横手美智子                 | 小笠原一馬                                                      | 小笠原一馬                                                        | (A) 長屋侑利子、石井明治 日向正樹、入江健司                                        |       |
| EPISODE.2  | 植田實               | 植田實               | 横手美智子                 | (B) 大導寺美穗、藤卷廉、菊地洋子 山本径子、蘇武裕子、山本真理子 |                                                                   |                                                                                    |       |
| EPISODE.3  |                      | 男女朋友             | 金春智子                   | 川崎逸朗                                                        | (A) BAKKKA、河原龍太                                              | (A) 石井明治、日向正樹、入江健司                                                   |       |
| EPISODE.3  | (B) 小笠原一馬       | 男女朋友             | 金春智子                   | 川崎逸朗                                                        | (B) 山本径子、藤卷廉、菊地洋子 蘇武裕子、山本真理子               |                                                                                    |       |
| EPISODE.4  |                      | 聖誕派對             | 横手美智子                 | (A) 植田實                                                      | (A) クレール・バルブ デ クリエール                                | (A) 長屋侑利子、諸行沙羅 柴田篤史、石井明治、下妻日紗子 萬年麻美、藤卷廉、永島明子 |       |
| EPISODE.4  | (B) 川崎逸朗         | 聖誕派對             | 横手美智子                 | (B) 植田實                                                      | (B) 入江健司、石井明治、日向正樹 蘇武裕子、山本真理子             |                                                                                    |       |
| EPISODE.5  |                      | 快樂時光             | 金春智子                   | (A) 森山悠二郎                                                  | (A) 小笠原一馬、森山悠二郎、多田俊介                              | (A) 入江健司、石井明治、日向正樹、蘇武裕子、中島裕裡                               |       |
| EPISODE.5  | (B) BAKKKA、河原龍太 | 快樂時光             | 金春智子                   | (B) 松原健一                                                    | (B) 藤卷廉、山本徑子、菊地洋子、大導寺美穗                        |                                                                                    |       |

### 播放電視台
日本深夜動畫：下文記載的日本国内播放時間使用日本標準時間（UTC+9）表示。因為部分時間标识會採用30小时制，因此請留意这类超过24:00的时间，其實際播放時間為翌日清晨。
| 播放地區   | 播放電視台               | 播放日期                                            | 播放時間                                            | 備註                        |
| 第1季      | 第1季                    | 第1季                                               | 第1季                                               | 第1季                       |
| ---------- | ------------------------ | --------------------------------------------------- | --------------------------------------------------- | --------------------------- |
| 關東廣域圈 | 日本電視台               | 2009年10月6日－2010年3月30日                        | 星期二 24時59分－25時29分                           |                             |
| 中京廣域圈 | 中京電視台               | 2009年10月23日－12月18日 2010年1月6日－4月7日       | 星期五 27時21分－27時53分 星期三 26時10分－26時42分 |                             |
| 北海道     | 札幌電視台               | 2009年11月11日－2010年5月19日                       | 星期三 25時34分－26時04分                           |                             |
| 福岡縣     | 福岡放送                 | 2009年11月29日－2010年5月23日                       | 星期日 25時20分－25時50分                           |                             |
| 近畿廣域圈 | 讀賣電視台               | 2009年12月21日－2010年1月4日 2010年1月11日－6月21日 | 星期一 26時47分－27時17分 星期一 26時20分－26時50分 | 『MONDAY PARK』第3部        |
| 日本全國   | 日本電視台Plus           | 2010年4月16日－10月1日 2010年10月8日－10月15日      | 星期五 24時30分－25時00分 星期五 25時30分－26時00分 | 有重播                      |
| 廣島縣     | 廣島電視台               | 2010年10月19日－2011年4月27日                       | 星期二 25時04分－25時34分                           |                             |
| 群馬縣     | 群馬電視台               | 2010年12月9日－2011年6月2日                         | 星期四 19時30分－20時00分                           |                             |
| 日本全國   | Kids Station             | 2011年10月13日－ 2012年4月5日                       | 星期四 23時00分－24時00分                           | 有重播 12月29日、1月5日暫停 |
| 日本全國   | 富士電視台TWO 戲劇、動畫 | 2012年10月8日                                       | 星期一 10時00分－22時30分                           | 全話播放                    |
| 福井縣     | 福井放送                 | 2013年10月2日－2014年4月9日                         | 星期三 25時30分－26時00分                           |                             |
| 臺灣       | 緯來日本台               | 2010年6月30日－8月10日                              | 星期一至五 19:30-20:00                              | 7月5日起改為星期一至四      |
| 第2季      |                          |                                                     |                                                     |                             |
| 關東廣域圈 | 日本電視台               | 2011年1月4日－3月29日                               | 星期二 24時59分－25時29分                           |                             |
| 近畿廣域圈 | 讀賣電視台               | 2011年1月10日－4月11日                              | 星期一 26時17分－26時47分                           | 『MONDAY PARK』第3部        |
| 北海道     | 札幌電視台               | 2011年1月14日－4月15日                              | 星期五 25時58分－26時28分                           |                             |
| 中京廣域圈 | 中京電視台               | 2011年1月14日－4月15日                              | 星期五 27時00分－27時30分                           |                             |
| 福岡縣     | 福岡放送                 | 2011年1月16日－4月17日                              | 星期日 25時20分－25時50分                           |                             |
| 廣島縣     | 廣島電視台               | 2011年5月3日－7月26日                               | 星期二 25時04分－25時34分                           |                             |
| 日本全國   | 日本電視台Plus           | 2011年5月12日－6月23日                              | 星期四 18時00分－18時50分                           | 2話連續播放 有重播          |
| 群馬縣     | 群馬電視台               | 2011年6月9日－9月29日                               | 星期日 19時30分－20時00分                           |                             |
| 日本全國   | Kids Station             | 2012年4月12日－7月5日                               | 星期四 24時00分－24時30分                           | 有重播                      |
| 臺灣       | 緯來日本台               | 2011年7月12日－7月28日                              | 星期一至五19:30-20:00                               |                             |

### DVD
| 卷數  | 發售日期       | 商品編號   | 收錄話數       |       |
| 第1季 | 第1季          | 第1季      | 第1季          | 第1季 |
| ----- | -------------- | ---------- | -------------- | ----- |
| 1     | 2009年12月23日 | VPBY-13401 | 第1話－第3話   |       |
| 2     | 2010年1月27日  | VPBY-13402 | 第4話－第6話   |       |
| 3     | 2010年2月24日  | VPBY-13403 | 第7話－第9話   |       |
| 4     | 2010年3月26日  | VPBY-13404 | 第10話－第12話 |       |
| 5     | 2010年4月21日  | VPBY-13405 | 第13話－第15話 |       |
| 6     | 2010年5月26日  | VPBY-13406 | 第17話－第19話 |       |
| 7     | 2010年6月23日  | VPBY-13407 | 第20話－第22話 |       |
| 8     | 2010年7月23日  | VPBY-13408 | 第23話－第25話 |       |
| 第2季 |                |            |                |       |
| 1     | 2011年3月2日   | VPBY-13542 | 第1話－第3話   |       |
| 2     | 2011年4月20日  | VPBY-13543 | 第4話－第6話   |       |
| 3     | 2011年5月11日  | VPBY-13544 | 第7話－第9話   |       |
| 4     | 2011年6月8日   | VPBY-13545 | 第10話－第12話 |       |

## 真人電影版
2010年9月25日在日本全國285個場所公開上映，上映初期的兩日（25日、26日）票房約2億3千4百萬日圓，近19萬人次入場觀賞，新片票房中排名第二。片長125分鐘，導演為熊澤尚人。主要演員為曾參演《戀空》的三浦春馬及《夜間遠足》的多部未華子。台灣於2011年5月20日上映。

### 演員列表
- 黒沼爽子：多部未華子
- 風早翔太：三浦春馬
- 吉田千鶴：蓮佛美沙子
- 胡桃澤梅：桐谷美玲
- 矢野彩音：夏菜
- 真田龍：青山春（佐佐木大介）
- 荒井一市：ARATA（井浦新）
- 城之内宗一：金井勇太
- 黒沼喜多夫：勝村政信
- 黒沼陽子：富田靖子（特別演出）

### 工作人員
- 原作：椎名輕穗
- 劇本：根津理香、熊澤尚人
- 導演：熊澤尚人
- 音樂：安川午朗
- 製作指揮：宮崎洋
- 企劃製作：佐藤貴博
- 製作：大山昌作、島崎和彦、島谷能成、村上博保、平井文宏、畠中達郎、阿佐美弘恭、石川光久、島羽乾二郎
- 行政製片：奥田誠治
- 總製片：菅沼直樹
- 製片：野間清惠、山本章
- 助理導演：橋本光二郎
- 製作：電影『只想告訴你』製作委員會（日本電視台聯播網、集英社、東寶、讀賣電視台、D.N. Dream Partners、VAP、Amuse Inc.、Production I.G、日活、STV、MMT、SDT、CTV、HTV、FBS））

### 主題曲
「只想告訴你」

## 電視劇版
電視劇2023年3月30日於Netflix上架播出。主演為南沙良和鈴鹿央士。
同年10月12日起於東京電視台播出。

### 演員列表
- 黒沼爽子：南沙良
- 風早翔太：鈴鹿央士
- 矢野彩音：久間田琳加[24]
- 吉田千鶴：中村里帆[24]
- 真田龍：櫻井海音[24]
- 荒井一市：三浦翔平[24]
- 黑沼喜多男：平山浩行[24]
- 黑沼陽子：戶田菜穗[24]
- 三浦健人：鈴木仁[25]
- 真田徹：犬飼貴丈[25]
- 胡桃澤梅：香音[25]
- 城之内宗一：鈴木康介[25]
- 真田源次：安井順平[25]
- 風早時枝：馬渕英里何[25]
- 風早勝一郎：杉本哲太[25]

### 工作人員
- 原作：椎名輕穗
- 劇本：宮本勇人
- 主題曲：川崎鷹也「愛之歌」（Warner Music Japan Inc.）[25]
- 導演：新城毅彥、菊地健雄
- 執行製作人：佐藤菜穂美
- 製作人：松本拓、森川真行、清家優輝
- 共同製作人：伊藤壽浩
- 製作：Netflix
- 企劃・制作：東京電視台
- 制作協力：FINE ENTERTAINMENT

### 來源
1. ↑  . 2024-10-22. （原始内容存档于2024-10-22）.
2. 1 2  . Comic Natalie. 株式會社Natasha. 2017-11-13  [2017-11-16]. （原始内容存档于2020-12-01） （日语）.
3. ↑  取自於日文原名的縮寫。
4. ↑  . 每日新聞數位. 2017-11-14  [2018-01-13]. （原始内容存档于2018-01-14） （日语）.
5. ↑  . Comic Natalie. 株式会社Natasha. 2018-04-13  [2018-04-14]. （原始内容存档于2020-10-23）.
6. ↑  ななじ眺・葉月めぐみ. .   [2016-06-05]. （原始内容存档于2020-11-11）.
7. ↑  . 株式会社Media pal.   [2016-06-05]. （原始内容存档于2020-05-14）.
8. ↑  . コミックナタリー. 株式会社ナターシャ. 2011-07-18  [2016-05-29]. （原始内容存档于2020-05-14）.
9. ↑  . 集英社.   [2018-03-25]. （原始内容存档于2020-09-28）.
10. ↑  . kimitodo.com.   [2023-12-09]. （原始内容存档于2023-12-09） （日语）.
11. ↑  . 2023-09-03  [2023-12-09]. （原始内容存档于2023-12-09）.
12. ↑  . VAP.   [2015-10-21]. （原始内容存档于2020-09-27） （日语）.
13. ↑  . VAP.   [2015-10-21]. （原始内容存档于2020-09-27） （日语）.
14. ↑  . VAP.   [2015-10-21]. （原始内容存档于2020-09-27） （日语）.
15. ↑  . VAP.   [2015-10-21]. （原始内容存档于2020-09-27） （日语）.
16. ↑  . VAP.   [2015-10-21]. （原始内容存档于2020-09-27） （日语）.
17. ↑  . VAP.   [2015-10-21]. （原始内容存档于2020-09-27） （日语）.
18. ↑  . VAP.   [2015-10-21]. （原始内容存档于2020-09-27） （日语）.
19. ↑  . VAP.   [2015-10-21]. （原始内容存档于2020-09-27） （日语）.
20. ↑  . VAP.   [2015-10-21]. （原始内容存档于2020-09-27） （日语）.
21. ↑  . VAP.   [2015-10-21]. （原始内容存档于2020-09-27） （日语）.
22. ↑  . VAP.   [2015-10-21]. （原始内容存档于2020-09-27） （日语）.
23. ↑  . VAP.   [2015-10-21]. （原始内容存档于2020-09-27） （日语）.
24. 1 2 3 4 5 6  . ORICON NEWS. 2023-02-07  [2023-02-07]. （原始内容存档于2023-02-09） （日语）.
25. 1 2 3 4 5 6 7 8  . RealSound. 2023-03-01  [2023-03-01]. （原始内容存档于2023-03-01） （日语）.

## 外部連結
漫畫
- 別冊Margaret官方網站：連載作品介紹『只想告訴你』 （页面存档备份，存于） （日語）

電視動畫
- 只想告訴你｜日本電視台 （页面存档备份，存于） （日語）
- 只想告訴你｜日本電視台On Demand（页面存档备份，存于） （日語）
- 只想告訴你 2ND SEASON｜日本電視台 （页面存档备份，存于） （日語）
- 只想告訴你 2ND SEASON | 日本電視台On Demand（页面存档备份，存于） （日語）
- 電視動畫「只想告訴你」的X（前Twitter） （日語）
- 緯來日本台動畫網站 （页面存档备份，存于） （繁體中文）
- 木棉花國際動畫網站 （页面存档备份，存于） （繁體中文）

遊戲
- 遊戲官方網站 （页面存档备份，存于） （日語）

真人電影
- 真人電影官方網站 （日語）
- 來自VAP的真人電影DVD、Blu-ray情報官網
- 只想告訴你 （页面存档备份，存于） （日語）－allcinema（日语：allcinema）
- 只想告訴你 （页面存档备份，存于） （日語）－KINENOTE（日语：キネマ旬報映画データベース）
- 互联网电影数据库（IMDb）上《只想告訴你》的资料（英文）